# Jaroslav Masrna
Jaroslav Masrna (* 26. května 1949 Prietrž) je bývalý slovenský fotbalový útočník, reprezentant Československa a mistr Evropy do 23 let z roku 1972.

## Hráčská kariéra
Začínal v Tatranu Hlboké. V československé lize odehrál 130 utkání a dal 22 gólů. Hrál za Duklu Banská Bystrica (1968-1969) a Spartak Trnava (1971-1978), s nímž získal tři tituly mistra republiky (1971, 1972, 1973) a dvakrát Československý pohár (1971, 1975). V Poháru mistrů evropských zemí nastoupil v 6 utkáních a dal 1 gól, v Poháru vítězů pohárů nastoupil ve 2 utkáních a v Pohár UEFA nastoupil ve 3 utkáních a dal 1 gól.

### Reprezentace
Za československou reprezentaci odehrál roku 1974 jedno utkání (přátelský zápas s NDR), za reprezentaci do 23 let odehrál 8 zápasů a dal 2 góly.

### Prvoligová bilance
| Ročník                                   | Zápasy | Góly | Minuty | Klub                  |
| ---------------------------------------- | ------ | ---- | ------ | --------------------- |
| 1. československá fotbalová liga 1968/69 | 1      | 0    | 28     | Dukla Banská Bystrica |
| 1. československá fotbalová liga 1970/71 | 5      | 0    | 202    | Spartak Trnava        |
| 1. československá fotbalová liga 1971/72 | 27     | 13   | 2 138  | Spartak Trnava        |
| 1. československá fotbalová liga 1972/73 | 16     | 1    | 1 308  | Spartak Trnava        |
| 1. československá fotbalová liga 1973/74 | 13     | 1    | 1 065  | Spartak Trnava        |
| 1. československá fotbalová liga 1974/75 | 17     | 3    | 1 512  | Spartak Trnava        |
| 1. československá fotbalová liga 1975/76 | 24     | 4    | 2 003  | Spartak Trnava        |
| 1. československá fotbalová liga 1976/77 | 16     | 0    | 1 410  | Spartak Trnava        |
| 1. československá fotbalová liga 1977/78 | 11     | 0    | 945    | Spartak Trnava        |
| CELKEM                                   | 130    | 22   | 10 611 |                       |